# Simula 67
Simula 67 je nejspíš první funkční objektově orientovaný programovací jazyk, odvozený podobně jako Pascal z Algolu (kterému se syntaxí velmi podobá).
Jazyk byl navržen v roce 1967 speciálně pro simulování systémů hromadné obsluhy. Proto byl vybaven možností kvaziparalelního výpočtu a kalendářem událostí.
Jazyk se prakticky neuplatnil mimo akademické prostředí, ale měl významný vliv na další vývoj objektového programování.
Mnoho rysů Simuly (speciálně celé pojetí tříd a dědičnosti) bylo totiž později převzato jazykem C++ nebo Java. Jazyk Java byl sice odvozen z jazyka C++, nicméně v některých rysech se blíží Simule. Simula, stejně jako Java a některé další jazyky, obsahuje garbage collector, což je mechanismus pro automatické uvolňování nepoužívaných objektů z paměti.

## Charakteristika jazyka

### Základní datové typy
- Integer
- Short Integer
- Real
- Long Real
- BooleanInteger a;
Real b;
Boolean c;
a:=25;
b:=6.2;
c:=True;
a:=a+20;
b:=b/2;
c:=c and (a<20);

### Řídící struktury
Příkaz: je ukončen středníkem.
Přiřazení hodnot: A:=B převzaté z Algolu.
Přiřazení referencí: A:-B.
Blok: begin.....end.
Podmínka: if výraz then příkaz nebo blok (else příkaz nebo blok).
Cyklus while: while výraz do příkaz nebo blok.
Cyklus for: velmi obecný

### Procedury

#### Přístup k parametrům procedury

##### Hodnotou
Implicitní pro jednoduché typy, možné pro texty a pole.
```
! toto je komentář
procedure X(Param); value Param; text Param; ! text předávaný hodnotou

```

Procedura pracuje s kopií proměnné.

##### Referencí
Implicitní pro nejednoduché typy.
```
procedure X(Param); text Param; ! text předávaný referencí

```

Procedura pracuje přímo s proměnnou, předává se jí reference na proměnnou. Pokud je proměnná v proceduře změněna, projeví se změna i v původní proměnné.

##### Jménem
Povolené pro všechny typy.
```
procedure X(Param); name Param; text Param; ! text předávaný jménem

```

Podobné jako předávání referencí, ale proměnná se při každém použití znovu vyhodnotí.

#### Příklad procedury
```
Procedure FormatujText(T, N, Ok); Text T; Integer N; ! Vypíše text T zarovnaný zprava, N je maximální počet sloupců
               Name Ok; Boolean Ok; ! Pomocí Ok se vrátí, jestli se text vešel do N sloupců
Begin
    Integer I;
    Ok := N >= T.Length; ! ověření, zda se text vejde do N sloupců
    For i:=1 step 1 until N-T.Length do ! výpis mezer zleva
    Begin
        OutText(" ");
    End
    OutText(T); ! výpis textu
End of FormatujText;

```

### Funkce
Pro deklaraci funkce se před procedure napíše typ, který funkce vrací. Pro předávání parametrů platí totéž co pro procedury.

#### Příklad funkce
```
Integer Procedure Umocni(Zaklad, Exponent); Integer Zaklad; Integer Exponent; ! Umocni Zaklad na Exponent
Begin
    Umocni:=Zaklad**Exponent; ! Operátor ** slouží k umocnění
End

```

### Třídy
Třída v Simule je tvořená čtyřmi částmi: parametry, atributy, metody a životní pravidla.

#### Deklarace
```
Class Obdelnik (Width, Height); Real Width, Height; ! třída se dvěma parametry
 Begin
    Real Obsah, Obvod; ! atrubuty;

    Procedure Aktualizuj; ! metody
    Begin
      Obsah := Width * Height;
      Obvod := 2*(Width + Height)
    End of Aktualizuj;

    Boolean Procedure JsemCtverec;
    Begin
        JsemCtverec := Width=Height;
    End of JsemCtverec;
    ! životní pravidla
    Aktualizuj;
    OutText("Vytvořen obdélník: ");
    OutFix(Width,2,6);
    OutFix(Height,2,6);
    OutImage
 End of Obdelnik;

```

#### Vytvoření objektu
```
Ref(Obdelnik) obd;
obd:-New Rectangle(20, 30);

```

Objektu se přiřadí paměť zkopírují se hodnoty parametrů a začnou se provádět životní pravidla.

#### Vytvoření podtřídy
```
Obdelnik Class GrafickyObdelnik(Viditelny); Boolean Viditelny;
Begin
    If Viditelny Then
        OutText("Tento obdelnik je viditelný");
    Else
        OutText("Tento obdelnik není viditelný");
    OutImage;
End of GrafickyObdelnik;

```

Při vytvoření objektu se nejdříve provedou životní pravidla nadtřídy a potom podtřídy. Lze to změnit příkazem inner.

#### Vytvoření objektu podtřídy
```
Ref(GrafickyObdelnik) obdelnik;
obdelnik:-New GrafickyObdelnik(40, 10, True);

```

#### Inner
Pokud do nadtřídy umístíme příkaz inner, budou se nejdříve provádět pravidla nadtřídy, ale až se narazí na inner, provedou se pravidla podtřídy a pak se bude pokračovat v příkazech nadtřídy za inner.
```
Class A
Begin
    !kod A1
    Inner;
    !kod A2
End of A;

A Class B
Begin
    !kod B1
    Inner;
    !kod B2
End of B;

B Class C
Begin
    !kod C1
    Inner;
    !kod C2
End of C;

```

Provede se nejdříve kód A1, potom se narazí na inner a začnou se provádět pravidla B, provede se kód B1, až se narazí na inner provede se kód C1. Inner ve třídě C nemá žádný efekt, takže se provede kód C2. Pak program pokračuje zpět do třídy B a provede se B2 a nakonec se provede A2.

## Ukázka kódu
Program Hello world vypadá takto:
```
Begin
  OutText("Hello World!");
  OutImage;
End;
```